# Ricinodendron heudelotii
Ricinodendron heudelotii är en törelväxtart som först beskrevs av Henri Ernest Baillon, och fick sitt nu gällande namn av Édouard Marie Heckel. Ricinodendron heudelotii ingår i släktet Ricinodendron och familjen törelväxter.

## Underarter
Arten delas in i följande underarter:
- R. h. africanum
- R. h. heudelotii
- R. h. tomentellum

## Bildgalleri

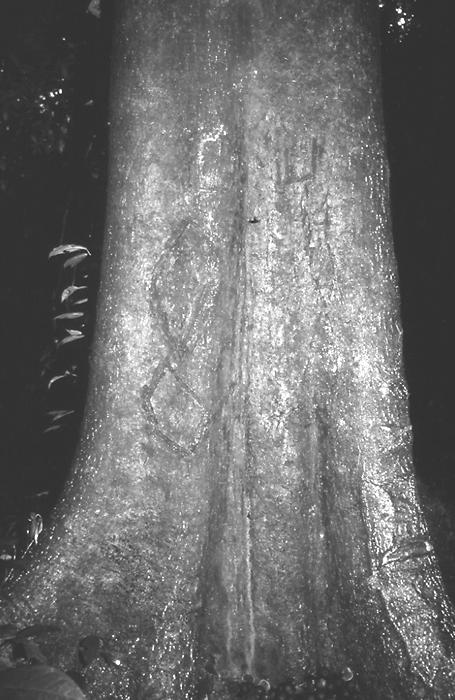